# Horst Bickel
Horst Bickel (* 28. Juni 1918 in Hamburg; † 1. Dezember 2000 in Baabe (Rügen)) war ein deutscher Kinderarzt.

## Leben
Als Assistent des schweizerischen Kinderarztes Guido Fanconi beschrieb er mit diesem zusammen 1949 erstmals ein seltenes Syndrom mit der Kombination einer krankhaft vermehrten Speicherung von Stärke (Glykogen) in der Leber und den Nieren (Glykogenose), einer beeinträchtigten Funktion der Sammelröhrchen in der Niere und einer gestörten Ausnutzung der Zuckermoleküle Glukose und Galaktose. Die autosomal-rezessiv erbliche Erkrankung wurde später als Fanconi-Bickel-Syndrom bezeichnet.
In den 1950er-Jahren entwickelte Horst Bickel maßgeblich eine Diät zur Behandlung der angeborenen Stoffwechselerkrankung Phenylketonurie und bewies damit, dass die Erkrankung durch eine Reduktion der verursachenden Aminosäure Phenylalanin behandelbar ist. Nachdem Robert Guthrie 1963 eine Screening-Methode für diese häufigste angeborene Stoffwechselerkrankung entwickelt hatte, war es sein Verdienst, dass dieses Screening in den 1970er-Jahren auch für alle Neugeborenen in der Bundesrepublik Deutschland zum Standard wurde. Von 1967 bis 1987 war Horst Bickel Ordinarius für Kinderheilkunde an der Universität Heidelberg. Im Jahr 1973 wurde er zum Mitglied der Gelehrtenakademie Leopoldina gewählt.

## Ehrung
- Feierstunde zum 100. Geburtstag des ehemaligen Leiters der Kinderklinik des Universitätsklinikums Heidelberg Horst Bickel: Ein Mann der zehntausende von Kindern vor schweren Hirnschäden bewahrte, Universität Heidelberg 28. Juni 2018, mit einer Ansprache von Annette Grüters-Kieslich.[2]